# Festival del ajo asado

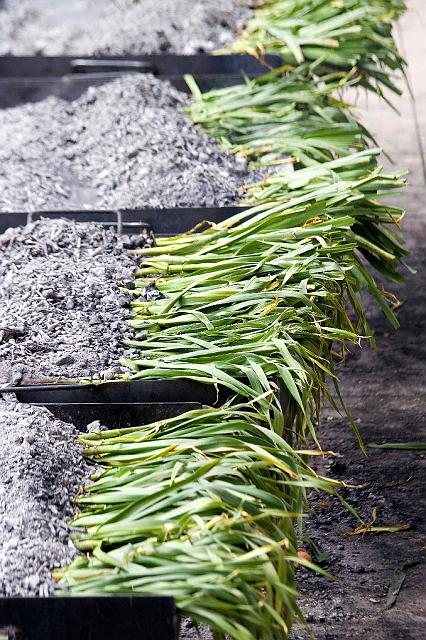
Preparación de los ajos asados

El Día del ajo asado es una festividad típica del municipio de Arnedo (La Rioja, España) en homenaje al ajo verde o tierno, hortaliza cultivada tradicionalmente allí y que tradicionalmente se asa en las brasas como parte del asado tradicional riojano. Se celebra el Día de Jueves Santo.

## Origen de la tradición
El almuerzo tradicional riojano es uno de los elementos más representativos de la gastronomía riojana. A las brasas del sarmiento, restos de poda de la vid, se asan productos como el chorizo, la panceta, las chuletas, la careta... 
A pesar de ello, la sociedad eminentemente agrícola que vivía en Arnedo, encontraba en los ajos frescos, las cebollas y los huevos un suculento almuerzo que poder improvisar en el campo con elementos más económicos y al alcanza de la mano en las huerta de la vega del río Cidacos, siendo este el origen de esta tradición. 

## Historia del Día del Ajo Asado
El festival comenzó a celebrarse en 1996. En la mañana de Jueves Santo la Asociación Casco Antiguo de Arnedo organiza este evento. Sobre las brasas de una gran hoguera encendida en la Puerta Munillo, centro neurálgico de Arnedo, se asan para dar a degustar 8000 ajos frescos y 2000 huevos. Ésta es una de las tradiciones más arraigadas de la gastronomía arnedana. El ajo puede comerse solo, untado en sal o en aceite. 
Además de este día, durante toda la Semana Santa participan la mayoría de los bares arnedanos en un concurso de pinchos que incluye como ingrediente principal el ajo. En la Ruta del Pincho de Ajo, la hostelería local prepara auténticas creaciones en miniatura con un denominador común: el ajo fresco.
En el año 2023, el Día del Ajo Asado fue declarado Fiesta de Interés Turístico Regional por el Gobierno de La Rioja.